# 1504
Cette page concerne l'année 1504  du calendrier julien. Pour l'année 1504 av. J.-C., voir 1504 av. J.-C.
L'année 1504 est une année bissextile qui commence un lundi.

## Asie
- Octobre : Bâbur, futur fondateur de l'empire moghol, prend Kaboul et Ghazni à un de ses oncles[1].
- Kapcha sahwa : deuxième purge des sarim, intellectuels confucianistes qui tentaient de noyauter le pouvoir en Corée, sous la dynastie Joseon[2].
- Sikandar Lodi fonde la ville d'Âgrâ en Inde et y transfère sa capitale[3].

## Afrique
- Fin du royaume chrétien d’Aloa au Soudan, remplacé par le royaume musulman des Foundj. Le roi Amara Dounkas monte sur le trône et devient le premier souverain du royaume du Sennar (fin en 1534). Il règne entre le Nil blanc et le Nil bleu sur une population composée d’Arabes, de Nubiens, de Méroïtiques et de Noirs[4]. Les Foundj ont Sennar pour capitale sur le Nil bleu dont ils contrôlent la vallée. L’essentiel des exportations est composé des esclaves des tribus païennes de l’ouest et du sud[5].
- Début du règne de Esigie, oba du Bénin (fin en 1547). Il établit en l'honneur de sa mère Idia le titre de reine-mère (Iyoba). Apogée du royaume du Bénin[6].
- Début du règne de Idris II, roi (maï) du Bornou (fin en 1526)[7]. Il reconquiert le Kanem et le Bornou retrouve l’importance qu’il avait au XIIe siècle. Il attaque les Haoussa et contrôle une partie de la piste Tchad-Tripolitaine, ce qui lui permet d’entrer en relation avec les pays musulmans de la Méditerranée.

- sd : Arudj Barberousse capture deux galères pontificales au large de l'île d'Elbe[8]. Les frères Barberousse, corsaires turcs, Baba 'Arudj (1474-1518) et Khayr al-Din (1476-1546), attaquent les bateaux chrétiens et rapatrient les Morisques d’Espagne au Maghreb (1504-1510). Le sultan hafside de Tunis leur accorde l’île de Djerba où s’abrite une partie de leur flotte[4].

## Exploration et colonisation européennes outremer

### France
- Des marins normands, bretons et basques pêchent la morue sur le Grand Banc à Terre-Neuve[9].
- 6 janvier : arrivée du Français Binot Paulmier de Gonneville au Brésil[10]. À sa suite, des marins français de Dieppe et de Honfleur se rendent sur les côtes du nouveau territoire portugais dans l'espoir de faire commerce du « bois brésil » (ou bois de Pernambouc), tout en bravant les garde-côtes portugais[11]. Ils ont un gros succès autour des indigènes. Certains restent au Brésil et s’unissent aux Indiennes pour donner des métis (tout comme les Portugais). L’un de ces personnages, le Portugais Caramuru, naufragé, aurait eu de nombreuses femmes et beaucoup d’enfants. Paraguaçu, son épouse favorite, l’aurait accompagné en France et aurait été baptisée sous le nom de Catherine et présentée à la cour[12]. Souvent des querelles éclatent entre Français (les Maïr) et Portugais (les Peros).

### Castille: fin du quatrième voyage de Christophe Colomb
- Nuit du 29 février au 1er mars : bloqué depuis juin 1503 sur la Jamaïque, Christophe Colomb utilise une éclipse de lune pour effrayer les indigènes et obtenir des vivres[13].
- juin : des secours venant d'Hispaniola arrivent enfin à la Jamaïque.
- 12 septembre : Christophe Colomb et son équipage repartent vers l'Espagne, où ils arrivent le 7 novembre (Colomb y meurt en 1506).

### Portugal
- Mars - juin : le Portugais Duarte Pacheco Pereira, venu avec la flotte d'Afonso de Albuquerque, résiste à Cochin, en Inde, aux attaques des troupes du zamorin de Calicut et sauve l'établissement Portugais[14].

## Europe

### Événements non politiques
- 5 avril : tremblement de terre en Andalousie[15].

### France (règne de Louis XII)
- 18 janvier : la poste devient un service régulier en France : le grand maître des postes des Pays-Bas, Francisque de Taxis, reçoit l’autorisation d’implanter son réseau en France (1504-1515)[16].

### Péninsule italienne (pontificat de Jules II)

#### Divers
- 25 mai : nouvelle campagne de la république de Florence contre celle de Pise (cette guerre se poursuit jusqu'en 1509[17].
- 27 mai : affaibli après l'élection de Jules II, César Borgia, fils d'Alexandre VI, parti réprimé une révolte en Romagne, est capturé par Gian Paolo Baglioni près de Pérouse, puis livré au roi d'Aragon. Son domaine italien est démembré[18].
- 30 juin[19] : Ferdinand II d'Aragon étend au royaume de Naples la juridiction de l'Inquisition de Sicile. Mais l'archevêque de Palerme, envoyé à Naples, est chassé par un soulèvement populaire[20].
- 15 novembre : création de la congrégation cassinienne par la réunion de la congrégation de Sainte-Justine de Padoue et de celle du Mont-Cassin[21].

#### Troisième guerre d'Italie (Louis XII contre Ferdinand d'Aragon)
- 1er janvier : capitulation de Gaète. Les Français sont chassés du royaume de Naples. Bayard s’illustre en défendant le pont du Garigliano[22].
- 22 septembre : traité de Blois[23]. Louis XII doit donner en dot à sa fille Claude (fille d'Anne de Bretagne), fiancée à Charles de Habsbourg (1500-1558), petit-fils de Ferdinand II d'Aragon, le duché de Milan, Gênes, le duché de Bourgogne et le duché de Bretagne (traité annulé par les États Généraux de Tours en mai 1506 :  Claude de France est alors fiancée à François d’Angoulême.
  - Le maréchal Pierre de Rohan-Gié s’oppose au nom de l’unité du royaume de France à ces fiançailles voulues par Anne de Bretagne. Il s’aliène en outre, à la suite d'intrigues, l’influente Louise de Savoie-Angoulême, mère de François Ier, et se heurte au cardinal d’Amboise. Il tombe en disgrâce à la suite d'un procès (9 février 1506)[24]. Charles II d'Amboise de Chaumont, après l’avoir écarté, reprend sa politique d’opposition au démembrement national contre la reine.[pas clair]

### Castille et Aragon (règne d'Isabelle de Castille et de Ferdinand II d'Aragon)

#### Mort de la reine de Castille (novembre 1504)

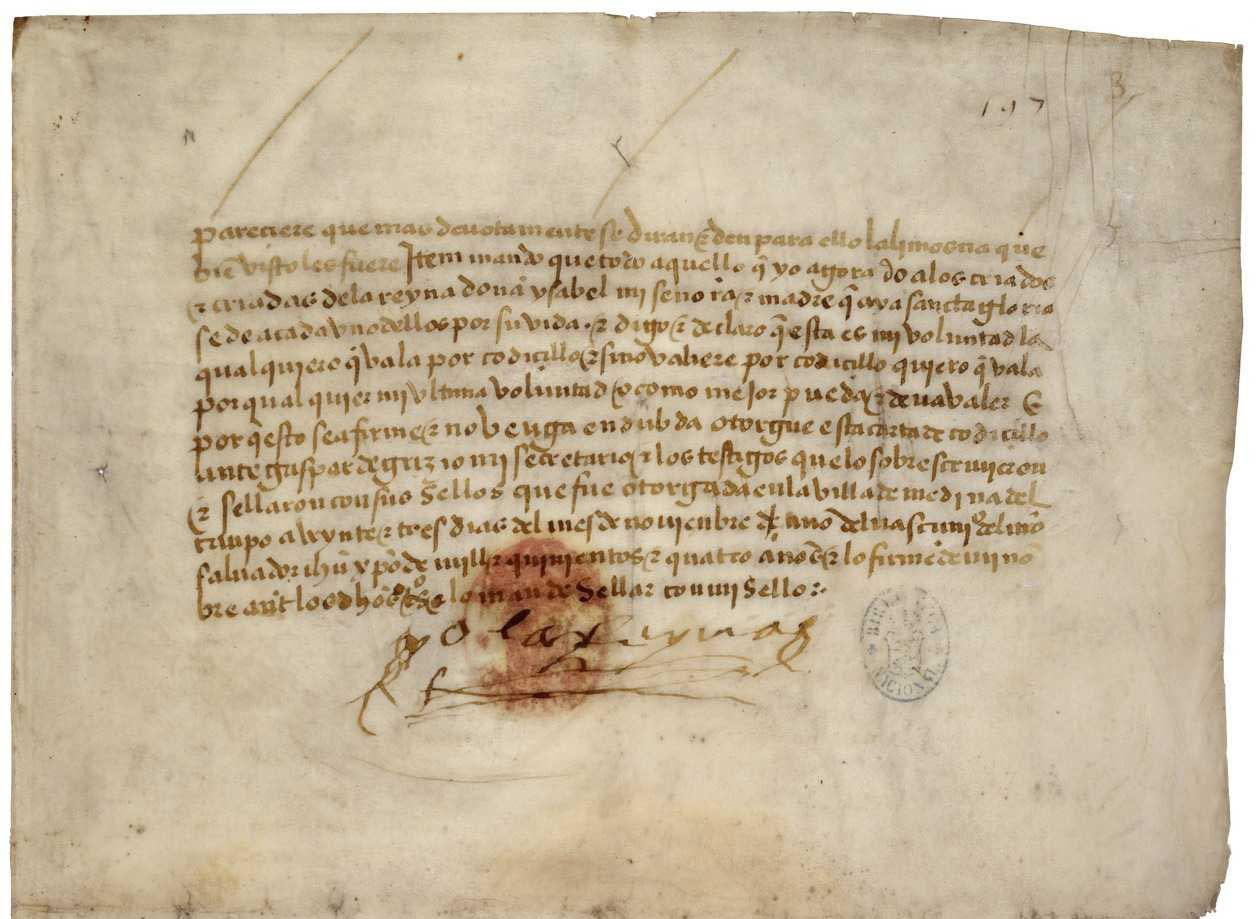
12 octobre : testament d'Isabelle de Castille.

- 12 octobre : Isabelle de Castille, gravement malade, fait son testament : sa succession doit revenir à sa fille Jeanne (1479-1555), et à son époux, Philippe le Beau (1478-1506), souverain des Pays-Bas bourguignons et fils de l'empereur Maximilien d'Autriche[25].
- 26 novembre[25] : mort d'Isabelle à Medina del Campo. Début du règne de Jeanne de Castille, qui réside alors avec son époux aux Pays-Bas. Une régence est exercée par Ferdinand d'Aragon sous le contrôle des Cortes Generales. Philippe et Jeanne quittent Bruxelles pour l'Espagne[26].

### Angleterre (règne de Henri VII)
- 16 janvier, Angleterre : Thomas More entre au Parlement et s’oppose au roi, qui l’oblige à se retirer de la vie publique (jusqu'en 1509)[27].

### Suède
- 21 janvier : Svante Nilsson Sture est élu régent de Suède (fin en 1512)[28] (la Suède et le Danemark sont constamment en guerre jusqu’à sa mort).

### Moldavie (règne de Bogdan III)
- 2 juillet : Bogdan III l'Aveugle devient voïévode de Moldavie (fin en 1517)[29]. Lui et ses successeurs doivent lutter contre les prétentions de la Pologne et contre les boyards qui s’appuient sur elle.

### Saint-Empire (règne de Maximilien d'Autriche)
- 10 septembre : Charles III devient duc de Savoie (fin en 1553)[30].
- 15 septembre : la mort par dysenterie de la princesse palatine Élisabeth de Bavière met un terme de fait à la guerre de succession de Landshut, et ouvre la voie à la réunification du duché de Bavière qui sera entérinée par l'empereur au début de l’année suivante[31].

### Russie (règne d'Ivan III)
- Le concile de l'Église russe condamne la secte des judaïsants[32].

## Naissances en 1504
- 1er janvier : Caspar Cruciger l'Ancien, théologien et réformateur allemand († 16 novembre 1548).
- 3 janvier : Gian Girolamo Albani, cardinal italien († 15 avril 1591).
- 17 janvier : Pie V, pape italien († 1er mai 1572).
- 3 février : Scipione Rebiba, cardinal italien († 23 juillet 1577).
- 5 mars : Charles de Bourgueville, historien normand († 5 novembre 1593).
- 22 mars : Anton Francesco Grazzini, écrivain, poète et auteur dramatique italien († 18 février 1584).
- 12 avril :
  - Alessandro Campeggio, cardinal italien († 21 septembre 1554).
  - Sebastiano Antonio Pighini, cardinal italien († 23 novembre 1553).
- 5 mai : Stanislas Hosius, cardinal polonais († 5 août 1579).
- 29 mai : Antonio Veranzio, diplomate et cardinal hongrois d'origine dalmate († 15 juin 1573).
- 18 juillet : Heinrich Bullinger, théologien et réformateur suisse († 17 septembre 1575).
- 6 août : Matthew Parker, archevêque de Cantorbéry († 17 mai 1575).
- 20 septembre : Philippe III de Nassau-Weilburg († 4 octobre 1559).
- 29 octobre : Sin Saimdang, poétesse, peintre et calligraphe coréenne de la dynastie Joseon († 17 mai 1551).
- 13 novembre : Philippe Ier de Hesse, un des principaux chefs protestants de la ligue de Smalkalde († 31 mars 1567).
- 31 décembre : Béatrice de Portugal, duchesse de Savoie et infante de Portugal († 8 janvier 1538).
- Theodor Bibliander, théologien réformé, bibliste, philologue, humaniste et orientaliste suisse († 26 septembre 1564)[33].
- Hermann Bonnus, théologien protestant du Saint-Empire romain germanique († 12 février 1548)[33].
- Louise de Clermont, comtesse de Tonnerre, duchesse d’Uzès et dame de compagnie de la reine Catherine de Medicis († 1596)[33].
- Jérémie de Drijvere, médecin des Pays-Bas espagnols († 1550 ou 1554)[33].
- Francesco De Marchi, ingénieur militaire italien († 1576)[33].
- Dorothée de Danemark, duchesse de Prusse, princesse de Danemark et de Norvège devenue duchesse consort de Prusse à la suite de son mariage († 11 avril 1547)[33].
- John Dudley, 1er comte de Warwick puis 1er duc de Northumberland († 22 août 1553)[33].
- Chōsokabe Kunichika, puissant seigneur de guerre de la province de Tosa au Japon († 8 juillet 1560)[33].
- Charles Estienne, médecin, imprimeur et écrivain français († 1564)[33].
- Paul Fagius, théologien protestant et hébraïsant allemand († 13 novembre 1549)[33].
- Antonio Gagini, sculpteur italien († 1537)[33].
- Giovanni Battista Giraldi, écrivain, poète et philosophe italien († 9 janvier 1574)[33].
- Ghazi Ier Giray, khan de Crimée († avril 1524)[33].
- Louis de Grenade, écrivain, prédicateur et dominicain espagnol († 1588)[33].
- Ibn Hajar al-Haytami, pilier de l'école shâfi'ite et théologien Ash'arite († 1567)[33].
- Giovannello da Itala, peintre italien († 1531)[33].
- Catherine de Laval, dame de la Roche-Bernard († 31 décembre 1526)[33].
- Jean de Losse, noble français († 1580)[33].
- Louis de Grenade, dominicain, écrivain et prédicateur catholique espagnol († 1588)[33].
- Obu Toramasa, samouraï de l'époque Sengoku au service du clan Takeda, et l'un 24 généraux de Shingen Takeda († 11 novembre 1565)[33].
- Le Primatice (Francesco Primaticcio), peintre, architecte et sculpteur italien († 1570)[33].
- Hugues Salel, poète français († 1553)[33].
- Pierre Séguier, avocat général au parlement de Paris, puis président à mortier au parlement de Paris († 1580)[33].
- Odet de Selve, diplomate français († 1563)[33].
- Tsouglag Trengwa, historien tibétain († 1566)[33].
- Nicholas Udall, auteur de pièces de théâtre anglais († 23 décembre 1556)[33].
- Vers 1504 :
- Benedetto Pagni, peintre maniériste italien de l'école de Mantoue († 1578).

## Décès en 1504
- Yakushiji Motoichi : samouraï japonais (° 1475).
- 20 avril : Filippino Lippi, peintre italien (° 1457).
- 2 juillet : Étienne le Grand, prince de Moldavie[29]. (° 1433).
- 18 août : Clément de La Rovère, cardinal italien, évêque de Mende (° 1462).
- 9 novembre : Frédéric Ier de Naples: roi de Naples en exil (° 16 octobre 1451).
- 26 novembre : Isabelle de Castille: reine de Castille et León, reine d'Aragon, de Majorque, de Valence, de Sardaigne, de Sicile et de Naples (° 22 avril 1451).
- Date précise inconnue :
  - Choe Bu, homme politique coréen du début de la période Chosŏn (° 1454).
  - Seong Hyeon, musicien et théoricien de la musique coréen de la dynastie Joseon (° 1439).
  - Francisco de la Torre, compositeur espagnol (° vers 1460).
- Vers 1504 :
  - Hermen Rode, peintre allemand (° vers 1430).